# 蕨状薹草
蕨状薹草（学名：Carex filicina），又名红鞘薹，是莎草科薹草属的植物。分布在缅甸、尼泊尔、马来西亚、越南、菲律宾、台湾岛、印度、斯里兰卡、印度尼西亚以及中国大陆的贵州、西藏、浙江、广东、海南、广西、湖北、福建、湖南、江西、四川、云南等地，生长于海拔1,200米至2,800米的地区，多生于林间和林边湿润草地，目前尚未由人工引种栽培。